# 1334
Пізнє Середньовіччя •  Реконкіста •  Ганза •  Авіньйонський полон пап •  Монгольська імперія •  Чорна смерть

## Геополітична ситуація
Візантійську імперію очолює Андронік III Палеолог (до 1341). Імператором Священної Римської імперії
є Людвіг Баварський (до 1347). У Франції править Філіп VI Валуа (до 1350).
Апеннінський півострів розділений: північ належить Священній Римській імперії, середню частину займає Папська область, південь належить Неаполітанському королівству. Деякі міста півночі: Венеція, Піза, Генуя тощо, мають статус міст-республік. Триває боротьба гвельфів та гібелінів.
Майже весь Піренейський півострів займають християнські Кастилія і Леон, Арагонське королівство та Португалія, під владою маврів залишилися тільки землі на самому півдні. Едуард III королює в Англії (до 1377), Магнус Еріксон є королем Норвегії та Швеції (до 1364). У Литві править князь Гедимін (до 1341).
Руські землі перебувають під владою Золотої Орди. Почалося захоплення територій сучасних України й Білорусі Литвою. Галицько-Волинське князівство очолює Юрій II Болеслав (до 1340). В Києві править князь Федір Іванович. Ярлик на володимирське князівство має московський князь Іван Калита.
Монгольська імперія займає більшу частину Азії, але вона розділена на окремі улуси, що воюють між собою. У Китаї, зокрема, править монгольська династія Юань. У Єгипті владу утримують мамлюки. Мариніди правлять у Магрибі. Делійський султанат є наймогутнішою державою Індії. В Японії почалася реставрація Кемму.
Цивілізація майя переживає посткласичний період. Почали зароджуватися цивілізація ацтеків та інків.

## Події

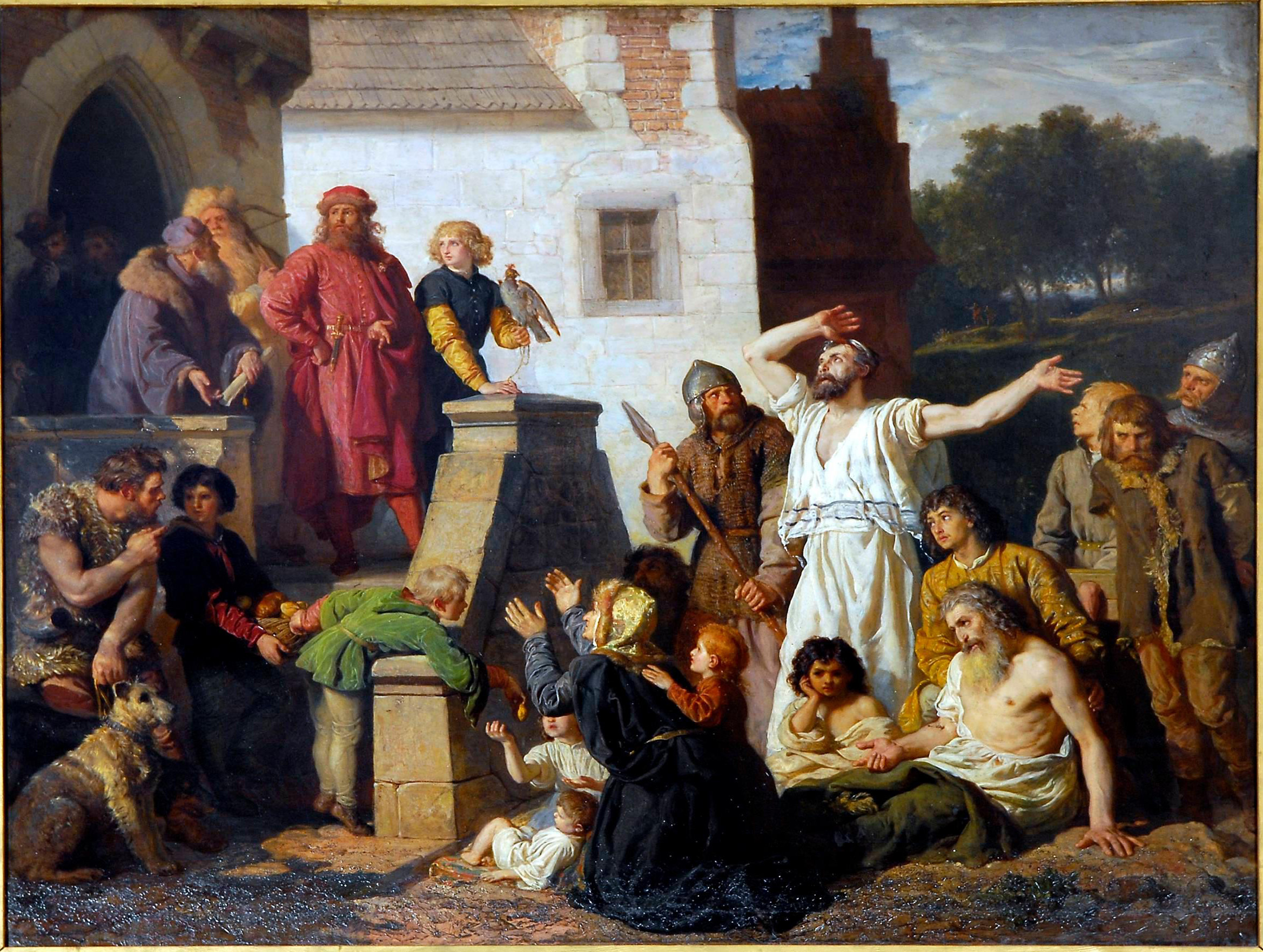
Казимир III Великий дарує привілеї євреям. Картина Войцеха Герсона

- Польський король Казимир III поширив привілеї для євреїв на територію усієї держави.
- Розпочався понтифікат Бенедикта XII.
- У Флоренції закладено перший камінь Кампаніли Джото.
- Почалося розповсюдження з Китаю пандемії бубонної чуми, що стала відомою під назвою Чорна смерть.
- На землях, відібраних Делійським султанатом від держав Хойсалів та Пандья, утворився Мадурайський султанат.
- Розпався Чагатайський улус. На землях навколо озера Іссик-Куль утворився Могулістан, де зберігалася вірність монгольським звичаям, тоді як у Семиріччі запанував іслам.